# 軟感測器
軟感測器（Soft sensor）是一種同時處理多種量測資料的軟體。常見的軟感測器是以控制理論為基礎，多半也會用到狀態觀測器，其中可能會用到數十個甚至上百個感測器產生的資料，也會用各量測資料之間的整合來產生新的，不需直接量測的物理量。軟感測器特別適用在感測器整合中，結合了不同特徵以及動態的量測資料。軟感測器可以用在故障診斷以及控制應用中。
有許多著名的軟體演算法（例如卡尔曼滤波）可以視為是軟感測器。更近期軟感測器的實現會使用類神經網路以及模糊逻辑。
以下是軟感測器的例子：
- 用卡尔曼滤波估計地理位置
- 电动机的速度估測器
- 用自我組織神經網路估計過程資料
- 过程控制的模糊計算
- 食品品質的估測[1]

## 外部連結
- Helsinki University of Technology
- Soft Sensors for process applications in gas industry （页面存档备份，存于）